# Acrojana simillima
Acrojana simillima là một loài bướm đêm thuộc họ Eupterotidae. Loài này được Rothschild mô tả năm 1932. Loài này có ở Sierra Leone.
Sải cánh của loài này dài 132 mm. Con trưởng thành có ngoại hình tương đồng với Acrojana splendida.